# Ingeborg Flagge

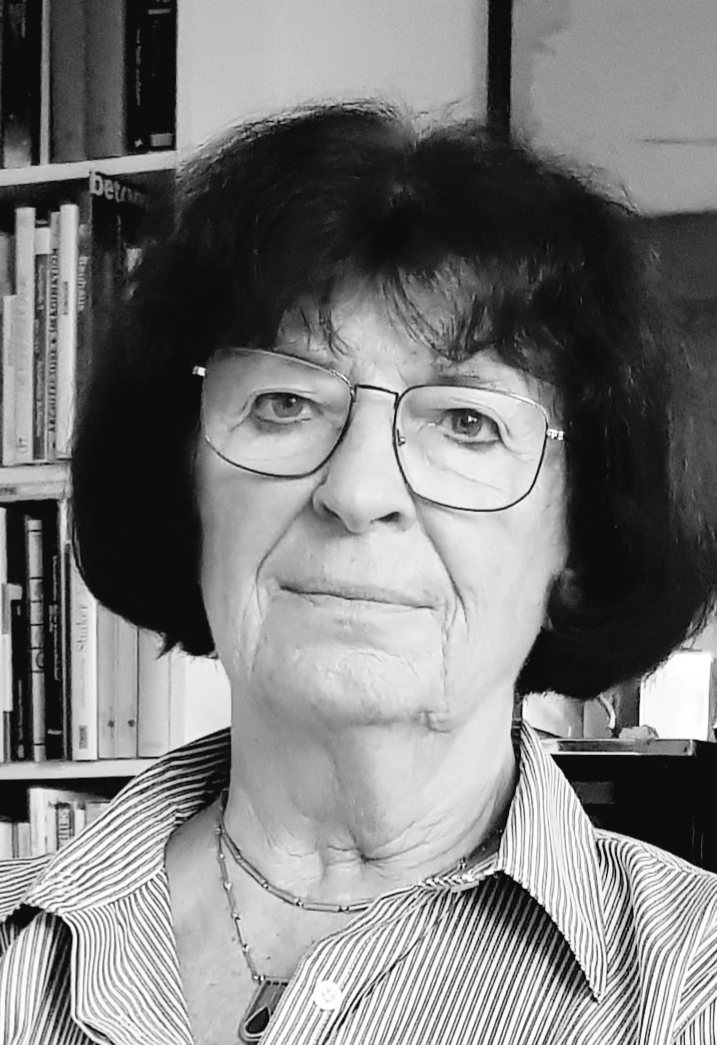
Ingeborg Flagge (2019)

Ingeborg Flagge (* 1. Oktober 1942 in Oelde; † 20. Dezember 2024 in Bonn) war eine deutsche Architekturkritikerin und -publizistin. Sie war Bundesgeschäftsführerin des Bundes Deutscher Architekten BDA in Bonn, Professorin für Baugeschichte und Baukultur in Leipzig und Direktorin des Deutschen Architekturmuseums in Frankfurt am Main.

## Leben
Nach dem Abitur am Kaiserin-Theophanu-Gymnasium in Köln studierte Ingeborg Flagge zunächst 1962 bis 1963 Englisch an der Universität Cambridge und schloss 1963 mit einer staatlichen Prüfung an der Übersetzer- und Dolmetscherschule Köln ab. Von 1963 bis 1971 studierte sie im Studium generale Philosophie, Alte Geschichte, Sanskrit, Klassische Archäologie und Ägyptologie an der Universität zu Köln. Von 1966 bis 1971 war sie Stipendiatin der Studienstiftung des Deutschen Volkes.
Mit einem Auslandsstipendium der Studienstiftung studierte sie 1967 bis 1969 am University College London, wo sie ihre Dissertation schrieb. 1967 heiratete sie in London den Stadtplaner Otto Flagge. Nach Rückkehr nach Deutschland promovierte Flagge in Klassischer Archäologie und Ägyptologie an der Philosophischen Fakultät der Universität zu Köln über die Bedeutung des Greifen im römischen Totenkult und seiner Herkunft um 3400 v. Chr. aus dem mesopotamischen Uruk.
1971 begann Flagge als Referentin für Öffentlichkeitsarbeit bei der Bundesgeschäftsstelle des Bundes Deutscher Architekten BDA in Bonn. 1974 wurde sie Chefredakteurin der BDA-Zeitschrift der architekt und war dies mehr als zwanzig Jahre. Mit Hilfe des Architekten Kurt Ackermann, München, und des Designers Otl Aicher, Rotis, entwickelte sie die Verbandszeitschrift grafisch und inhaltlich zu einer kritischen, viel gelesenen Architekturzeitschrift. 1998 legte sie ihren Posten aus Protest gegen die Abnahme der öffentlichen Qualität von Architektur nieder. Von 1978 bis 1983 fungierte Flagge zudem als Bundesgeschäftsführerin des BDA und vertrat die freien Architekten als Lobbyistin. Ab 1995 bis 2000 hatte Flagge einen Lehrstuhl für Baugeschichte und Baukultur an der Hochschule für Technik, Wirtschaft und Kultur Leipzig (HTWK) inne, wo sie zukünftige Architekten ausbildete. Im Juni 2000 wurde sie Direktorin des Deutschen Architekturmuseums (DAM) in Frankfurt, wo sie nach einer gründlichen Renovierung des Hauses die Zahl der Ausstellungen verdoppelte und die Besucherzahlen steigerte. 2003 rief sie den Internationalen Hochhauspreis der Stadt Frankfurt in Leben, der seither alle zwei Jahre in der Paulskirche verliehen wird. Für Flagge ist „Architektur Wesensausdruck der Zeit“, und sie betrachtete ihre Arbeit immer als kritische Begleitung.
Ende 2005 verließ sie zwei Jahre vor Ablauf ihres Vertrages das DAM und ging in den Ruhestand. Als Erklärung sagte sie, dass das Haus in Frankfurt von der Stadt unter anderem nicht die ihm gebührende finanzielle und kulturpolitische Unterstützung erhalten habe. Auf Grund solcher Offenheit bezeichnete sie der Architekturkritiker der Frankfurter Allgemeinen Zeitung, Dieter Bartetzko, als „Dame Courage der Architektur“ und attestierte ihr, eine ganz und gar nicht konfliktscheue Frau zu sein.
Seit 1984 war Flagge auch als freie Architekturkritikerin und -publizistin tätig. Neben zahlreichen Vorträgen, Aufsätzen in der Tages- und Fachpresse hat sie mehr als 80 Bücher zu Architekturthemen verfasst bzw. herausgegeben, darunter zahlreiche Monografien und Architekturführer.
Am 20. Dezember 2024 starb Ingeborg Flagge im Alter von 82 Jahren in Bonn durch Freitod.

## Ehrungen und Auszeichnungen
- Außerordentliches Mitglied des BDA[8][9]
- 1987: „Silberne Halbkugel“ des Deutschen Nationalkomitee für Denkmalschutz (DNK) (mit der Redaktion von Der Architekt)
- 2003: Aufnahme in die Freie Akademie der Künste in Hamburg[10]

## Werke (Auswahl)
- Untersuchungen zur Bedeutung des Greifen. Verlag Hans Richarz, St. Augustin 1975, ISBN 3-921255-07-4 (ingeborgflagge.de [PDF] – Dissertation Köln 1971 unter dem Titel: Untersuchungen zur Bedeutung des Greifen im römischen Totenkult unter Berücksichtigung seiner Herkunft aus dem Osten).
- Architektur in Bonn nach 1945. Bauten in der Bundeshauptstadt und ihrer Umgebung. Verlag Ludwig Röhrscheid, Bonn 1984, ISBN 3-7928-0479-4.
- (mit Andreas Denk): Architekturführer Bonn. Dietrich Reimer Verlag, Berlin 1997, ISBN 3-496-01150-5.

### Als Herausgeberin
- Architektur-Licht-Architektur. Karl Krämer Verlag, Stuttgart 1991, ISBN 3-7828-4011-9.
- mit Wolfgang Stock (Hrsg.): Architektur und Demokratie. Hatje Cantz Verlag, Stuttgart 1992, ISBN 3-7757-0402-7.
- Wilhelm Kücker, Bayerische Landesbank Luxembourg. Verlag Ernst & Sohn, 1994, ISBN 3-433-02444-8.
- Haus der Geschichte Bonn. Gustav Lübbe Verlag, 1994, ISBN 3-7857-0757-6.
- Schürmann, Entwürfe und Bauten 1956–1997. Ernst Wasmuth Verlag, Tübingen / Berlin 1997, ISBN 3-8030-0173-0.
- mit Oliver Hamm (Hrsg.): Richard Meier in Europe. Verlag Ernst & Sohn, Berlin 1997, ISBN 3-433-02435-9.
- Ackermann und Partner, Bauten und Projekte. Prestel Verlag, München 1998, ISBN 3-7913-1935-3.
- Karl-Heinz Schommer, Bauten und Projekte. Junius Verlag, Hamburg 1999, ISBN 3-7913-1935-3.
- Geschichte des Wohnens, Band 5, 1945 bis heute. Aufbau, Neubau, Umbau. Deutsche Verlags-Anstalt, Stuttgart 1999, ISBN 3-421-03115-0.
- mit Anette Hellmuth: Leipzig, Bauten 1989–1999. Birkhäuser Verlag, Basel u. a. 1999, ISBN 3-7643-5957-9.
- Main Tower. Ernst Wasmuth Verlag, Tübingen / Berlin 2000, ISBN 3-8030-0199-4.
- Das Geheimnis des Schattens. Ernst Wasmuth Verlag, Tübingen / Berlin 2002, ISBN 3-8030-0622-8.
- Jahrbuch für Licht und Architektur 1992, 1993, 1994, 1995, 1998, 2000, 2001 bis 2002. Verlag Ernst & Sohn bzw. Rudolf Müller Verlag, Berlin / Köln 2003.
- mit und Paul Andreas (Hrsg.): Oscar Niemeyer. Birkhäuser Verlag, Basel u. a. 2003, ISBN 3-7643-6992-2.
- schneider+schumacher, Beziehungen. Junius Verlag, Hamburg 2003, ISBN 3-88506-555-X.
- mit Franz Pesch (Hrsg.): Stadt und Wirtschaft. Verlag „Das Beispiel“, 2004, ISBN 3-935243-38-3.
- complex. Die Architektur von KSP Engel und Zimmermann. Hatje Cantz Verlag, 2004, ISBN 3-7757-1388-3.
- mit Romana Schneider (Hrsg.): Revision der Postmoderne. Junius Verlag, Hamburg 2005, ISBN 3-88506-558-4.
- Friedensreich Hundertwasser, ein Sonntagsarchitekt. Gebaute Träume und Sehnsüchte. Die Galerie, Frankfurt am Main 2005, ISBN 3-925782-52-4.
- Jo. Franzke Architekten. Springer Science+Business Media, Wien / New York 2006, ISBN 978-3-211-29762-9.
- Claus Bury. Gegenläufig. Hatje Cantz Verlag, Hamburg 2006, ISBN 978-3-7757-1887-5.
- Volkwin Marg. Architektur ist – natürlich nicht unpolitisch. Prestel Verlag, München 2008, ISBN 978-3-7913-4284-9.
- Luxembourg Expo Pavillon 2010 Shanghai. Jovis Verlag, Berlin 2010, ISBN 978-3-86859-062-3.
- Witry & Witry. Deutscher Architektur Verlag, Münster 2018, ISBN 978-3-86859-062-3.